# Tristen Newton

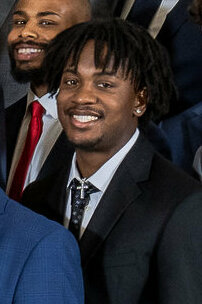
Tristen Newton, 2023.

Tristen Jamal Newton, född 26 april 2001 i Pensacola i Florida, är en amerikansk professionell basketspelare (PG/SG) som spelar för Minnesota Timberwolves i National Basketball Association (NBA). Han har tidigare spelat för Indiana Pacers.
Newton draftades av Indiana Pacers i andra rundan i 2024 års draft som 49:e spelare totalt.
Innan han blev proffs studerade Newton först på East Carolina University och spelade för deras idrottsförening East Carolina Pirates. Han blev senare överförd till University of Connecticut för spel i Connecticut Huskies.